# Lionel Messi
Lionel »Leo« Andrés Messi, argentinski nogometaš, * 24. junij 1987, Rosario, Provinca Santa Fe, Argentina.
Messi igra za argentinsko nogometno reprezentanco in Inter Miami. Velja za enega najboljših nogometašev vseh časov, v očeh mnogih celo za najboljšega. Je igralec z največ zlatimi žogami (8), največ zlatimi nogometnimi čevlji (6), največ Pichiciji - najboljši strelec državnega prvenstva (7), nedavno pa je bil s strani največjega nogometnega inštituta IFFHS razglašen za najbolj kreativnega nogometaša vseh časov. Messi drži rekord z največ doseženimi goli v koledarskem letu, ko jih je leta 2012 dosegel kar 91. Že za 20 let igra nogomet na profesionalnem nivoju, večino teh let pa je igral v Evropi pri velikanih PSG in FC Barcelona kjer je dosegel mnogo lovorik , med njimi tudi 3 naslove UEFA Lige prvakov (2009,2011,2015) in mnoge naslove državnega prvaka v Španiji in Franciji.

## Kariera

### Začetki
Lionel Andres Messi se je rodil 24. junija 1987 v Rosariu v Argentini. Je tretji od štirih otrok v družini. Njegov oče je Jorge Messi, ki je bil zaposlen kot direktor podjetja v Argentini. Njegova mama Celia Cuccittini je bila izdelovalka magnetov. Vsi člani družine so oboževali nogomet, zato je tudi Lionel že od otroštva neumorno brcal žogo. Nogomet je igral s starejšima bratoma Rodrigom in Matiasom ter z bratrancema Maximilianom in Emanuelom. Pri štirih letih je začel igrati nogomet pri domačem klubu Grandoli, kjer ga je treniral njegov oče. Pri nogometu ga je najbolj spodbujala in podpirala njegova babica Celia. Ta je malo pred njegovim 11. rojstnim dnem umrla. Njena smrt ga je zelo prizadela. Od tedaj vsak dosežen zadetek posveti babici in Bogu, kar je opazno med njegovim praznovanjem zadetka v igri.
Pri šestih letih je začel trenirati pri nogometnem klubu Newell's Old Boys. Med šestletnim igranjem pri klubu je dosegel skoraj 500 zadetkov in dobil naziv ''Machine of 87.'' Njegova profesionalna kariera se je malo za tem stemnila, ko so mu pri 10. letih odkrili, da mu primanjkuje rastnega hormona. Družina je morala kljub zdravstvenemu zavarovanju plačevati še 925 evrov na mesec. Klub je sprva obljubil plačilo stroškov zdravljenja, vendar se pozneje tega ni držal.

### FC Barcelona
Messijev neuradni derbi s katalonskim klubom je bil na tekmi proti FC Portu 16. novembra leta 2003. Manj kot leto za tem, pa je že nastopil na svoji prvi uradni tekmi za Barcelono. To je bilo na tekmi proti RCD Espanyol 16. oktobra leta 2004 in s tem postal eden najmlajših igralcev ki je zaigral za prej omenjen klub ter najmlajši, ki je zaigral za klub iz Katalonije in zaigral v La Ligi. Ko je za svoj klub zadel svoj prvi gol proti klubu Albacete Balompié 1. maja 2005 je bil star komaj 17 let, 10 mesecev in 7 dni. S tem je postal najmlajši igralec, ki je kadarkoli zadel v La Ligi ter igral za Barcelono. Barcelona mu je plačala zdravljenje, v zameno pa je bil Messi 21 let zvest Barceloni.

### Paris Saint-Germain
Avgusta 2021 je moral Lionel Messi zapustiti Barcelono, kljub svojemu nasprotovanju. Klub je bil namreč v velikih finančnih težavah in zaradi omejitev Španske nogometne zveze Messija ne bi mogel registrirati niti, če bi igral zastonj. En teden po javni objavi svojega odhoda je podpisal dveletno pogodbo za Paris Saint-Germain. 

### Argentina U20
Prvo priložnost za igranje za reprezentanco je dobil junija 2004 v Paragvaju. Leta 2005 je bil član reprezentance na U20 svetovnem prvenstvu na Nizozemskem. Bil je izbran tudi za najboljšega igralca tega turnirja.

### Državna reprezentanca
4. avgusta 2005 je Jose Pekerman Messija vpoklical v Argentinsko državno reprezentanco. Zanjo je debitiral 17. avgusta 2005 proti Madžarski. V igro je vstopil šele v 63. minuti, nato pa jo je spet zapustil. Prva tekma za reprezentanco v kateri je igral le na koncu je bila proti Paragvaju, 3. septembra. Igral je le zadnjih 8 minut. Po tekmi je komentiral :"To je bil moj ponoven derbi. Prvi je bil malo krajši."

### Sezona 2005/06
16. septembra je FC Barcelona posodobila pogodbo z Messijem. Tokrat so mu spremenili višino plače ter mu pogodbo podaljšali do leta 2014. Messi je dobil zraven Argentinskega še Špansko državljanstvo ter s tem pravico do nastopanja v Prvi španski ligi. Pred tem to ni bilo mogoče,ker bi Barcelona s tem imela preveč tujih igralcev - igralcev ki niso Evropejci. Messijev prvi derbi v Ligi prvakov je bil na tekmi proti italijanskem Udineseju. Odigrana je bila 25. septembra. Navdušil je z nekaj odličnimi podajami in s tehničnimi sposobnostimi in bil priča glasnim in navdušenim ovacijam na svoj račun s tribun Camp Nou-a. Decembra istega leta ga je Italijanska športna revija Tuttosport razglasila za "Golden Boy" (Zlatega dečka) in s tem je dobil nagrado za najboljšega nogometaša U20. Zmagal je pred Waynom Rooneyem, Lukasom Podolskim in Christianom Ronaldom.
Messi je zadel 6 golov v 17 nastopih v Španski ligi ter 1 zadetek v šestih nastopih v Ligi prvakov. Privadil se je na velik tempo z velikih tekem in to je Barceloni zelo pomagalo pri zmagah v gosteh proti Realu iz Madrida ter Londonskemu Chelseajem v Ligi prvakov. S tem je dobil spoštovanje in zaupanje v samega sebe. Messijeva sezona se je predčasno, natančneje 7. marca 2006, končala, ko si je poškodoval mišico na povratni tekmi proti Chelseaju.
Zaradi poškodbe ni bil zmožen igrati 2 meseca po koncu sezone pa se je vrnil in odigral Svetovno prvenstvo v nogometu 2006 v Nemčiji. Lionel je bil v reprezentanco vpoklican 15. maja 2006. Odigral je prijateljsko pripravljalno tekmo proti Argentinski nogometni reprezentanci do 20 let kjer je igral 15 minut ter prijateljsko tekmo proti Angoli kjer je igral od 64. minute . Bil je joker s klopi za zmago proti Slonokoščeni obali. Z naslednjo tekmo proti Srbiji in Črni gori je postal najmlajši igralec, ki je zaigral za Argentinsko reprezentanco na Svetovnem prvenstvu ter zadel gol v igro je prišel v 74. minuti ko je zamenjal Maxa Rodrigueza. Bil je podajalec pri zadetku Hernana Crespa samo minuto po svojem vstopu na igrišče. Zabil pa je tudi zadetek za končno zmago s 6:0 in to ga je postavilo za najmlajšega strelca turnirja. Messi je začel tekmo proti Nizozemski, ki se je končala s 0:0. V tekmi osmine finala je Messi prišel v igro v 84. minuti ko je bil izid 1:1. Argentina je za zmago potrebovala podaljške. Na zadnji tekmi Argentine na tem prvenstvu proti Nemčiji je Messi sedel na klopi.

### Sezona 2006/07
Konstantna visoka pripravljenost je kljubovala temu, da skoraj nobene tekme ni več začel na klopi ali na njej presedel vsotekmo. Zaradi poškodb nekaj napadalcev je imel Messi priložnost pokazati svojo dejansko pripravljenost, ki je bila zelo dobra na tekmi proti Realu in Chelseaju. 12. novembra 2006 se je poškodoval na tekmi proti Realu Zaragozi, ta poškodba ga je od nogometnih igrišč oddaljila za 3 mesece. V tem času so se zanj zanimali pri Interju iz Milana vendar iz tega na koncu ni bilo nič. Na igrišče se je vrnil na tekmi proti Racing Santanderju 11. februarja v igro je prišel v drugem polčasu. Riykaard je z njim delal zelo pazljivo in na začetku ni odigral v celoti. Čez en mesec pa jo je odigral vso. To je bilo na tekmi proti Real Madridu. Ta El Clasico se je zgodil 10. marca. Spet je zaigral v slogu najboljših nogometašev med katere pravgotovo spada in zabil vse tri gole za svoj klub za končni izid 3:3. Barcelona je tekmo končala samo s 10 možmi na igrišču. Postal je prvi igralec po Ivanom Zamoranom za Real Madrid (sezona 1994-95) in po Romariu za FC Barcelono (sezona 1993-94), ki je na El Clasicu naredil hat-trick. Postal je tudi najmlajši, ki je zadel na tem derbiju v vsej zgodovini. S to tekmo je Messi začel svojo najboljšo formo v svojem klubu. Tudi večkrat je zadel natančneje 11 krat v 14 ligaških tekmah. Kljub vsemu temu pa Barcelona ni osvojila naslova Španskega prvaka.
Messi je dobil vzdevek "New Maradona" (novi Maradona) zaradi tega ker je Messi zadel dva zelo podobna gola kot Maradona – najbolj slavna gola vseh časov (oba proti Angliji na Svetovnem prvenstvu leta 1986 v Mehiki. Prvi izmed dveh Messijevih golov je bil na tekmi proti Getafeju, ki je bil zelo podoben Maradoninem golu proti Angliji poznan kot "Goal of the Century". Španci so Messiju nadali vzdevbek "Messidona". Gola sta bila zelo podobna oba sta pretekla približno 62 metrov, oba sta preigrala šest nasprotnih igralcev in še vratarja ter zadela iz zelo podobnega položaja. Drugi gol pa je gol z božjo roko ("Hand of God goal"), ki ga je Messi dosegel proti Espanyolu, Maradona pa seveda proti Angliji

### Copa America 2007
Svojo prvo tekmo na Copa America je Messi odigral 29. junija 2007. Na tej tekmi je Argentina premagala ZDA s 4:1. Messi je pokazal svojo sposobnosti kot playmaker ali po naše graditelj igre. Bil je podajalec pri Crespovem golu in tudi sam je sprožil nekaj res dobrih strelov na gol. Tevez je zamenjal Messija v 79. minuti in dosegel gol minuto kasneje.
Njegova druga tekma je bila proti Kolumbiji na kateri je izsilil enajstmetrovko, ki jo je nato uspešno realiziral Crespo. To je bil zadetek za 1:1. Delno je bil vpleten tudi v drugi gol Argentine, ki ga je zadel Juan Roman Riquelme iz prostega strela ter s tem Argentino povedel v vodstvo s 3:1. Nato je Argentina zadela še četrtič in si zagotovila četrtfinale.
Na tretji tekmi proti Paragvaju je selektor Messija spočil, saj je Argentina imela četrtfinale že zagotovljeno. V 64. minuti je s klopi zamenjal Estebana Cambiassa. V 79. minuti je pripravil zadetek za Javierja Mascherana. 
V četrtfinalu je Argentina s 4:0 premagala Peru. Riquelme je podal do Messija, ta pa je dosegel drugi gol Argentincev na tej tekmi. Na koncu je zmagala Argentina z rezultatom 4:0. 
V polfinalu je bila na vrsti Mehika. Messi je zadel gol po napaki mehiškega vratarja Oswalda Sancheza. Argentina je tekmo dobila z rezultatom 3:0. 
Spodletelo pa jim je v finalu. S slabšo igro so izgubili proti Braziliji s 3:0. Takrat je Argentina pokazala daleč najslabšo igro na prvenstvu.

### Sezona 2007/08
Messi je v enem tednu zadel 5 golov. Uspešno je nadomeščal poškodovanega Ronaldinha, in 22. septembra zabil 2 gola proti FC Savilli. Nekaj dni prej je v Ligi prvakov zadel za Barcelono proti Lyonu. Tako so zmagali s 3:0 na domačem igrišču. Messi je ponovno zadel. Tokrat na tekmi z Realom iz Zaragoze. Zmagovalci so bili FC Barcelona
Izbran je bil v FIFPro World XI Player Award v kategorijo napadalcev. Bralci Španskega športnega časopisa Diario Marca so ga s 77% glasov razglasili za trenutno najboljšega igralca na svetu. Tudi časopisa El Mundo Deportivo in Sport sta ga predlagala za dobitnika Zlate žoge. Enako sta menila tudi Franz Beckenbauer in Johan Cruyff. Da je Messi najboljši nogometni igralec na zemlji so menili tudi Ronaldinho, Samuel Eto'o, Frank Rijkaard, Víctor Fernández, Bernd Schuster, Guti, Raul, Gianluca Zambrotta, Francesco Totti, Diego Armando Maradona in mnogi drugi.

### Sezona 2009-11
V sezoni 2009-11 je bil Messi nenadomestljiv člen Barcelone, saj je dosegel 38 golov na 51 ligaških obračunih in v vseh tekmovanji kar 100 zadetkov, s čimer je podrl klubski rekord. 
V prvi sezoni pod vodstvom Pepa Guardiole je Messi igral v glavnem na položaju desnega krilnega napadalca. Na El Clasicu pa je zaigral na pozicija, na kateri je osrednji napadalec pomaknjen za oba krilna napadalca( ,,False 9''). Na tisti tekmi je dosegel 2 zadetka, s čimer je Barceloni pripomogel do zmage s kar 6:2. To je bila do tedaj največja zmaga Barcelona proti Real Madridu na stadionu Santiago Bernabeu. 13. maja je Barcelona osvojila pokal Cope del Rey. V finalu je ugnala Athletic Bilbao s kar 4-1( na tekmi je Messi dosegel 2 zadetka in 2 asistenci). 
V Ligi prvakov je dosegel 9 golov in postal najmlajši igralec tega elitnega tekmovanja, ki je zadel gol. V četrt finalu Lige prvakov je Barcelona ugnala Bayern iz Münicha. Messi je dosegel 2 zadetka in prispeval dve podaji za zadetek. S tem uspehom so Messiju ponudili novo pogodbo z Barcelono, ki je bila podpisana 18. septembra in velja do leta 2016. Pogodba pa ima tudi klavzulo, s čimer bi Messi moral plačati 250 milijonov evrov prestopne kazni. Pri 22 letih je Messi prejel prestižno nagrado Ballon d'Or in vključen je bil v postavo leta, v kateri je tudi sam zmagal.

### 2012: Rekordno leto
7. marca, dva tedna kasneje, ko je zadel 4 zadetke v LaLigi proti Valencii, je zadel 5 zadetkov v Ligi prvakov proti ekipi Bayer Leverkusen in se zapisal v zgodovino tekmovanja kot edini igralec, ki mu je to uspelo. V tej sezoni je zadel 14 zadetkov (Liga prvakov) in vpisal 5 asistenc s čimer je izenačil rekord z José Altafinisa iz sezone 1962-63. Ravno tako je postal edini igralec, po Gerd Müllerju, ki je bil najboljši strelec v štirih tekmovanjih. Še dva tedna kasneje, 20. marca, po hat-tricku proti Granadi, je postal najboljši strelec Barcelone pri samo 24-ih letih z 232 goli. Do tedaj je 57 let rekord pripadal César Rodríguezu. 
Vendar kljub Messijevem uspehu, se je zlata doba Barcelone, ki jo je takrat vodil Pep Guardiola, po štirih letih končala. Čeprav je klub tistega leta osvojil Copo Del Rey, je špansko ligo izgubil proti Real Madridu in v Ligi Prvakov so bili v polfinalu premagani s strani Chelsea. Sezono je končal kot najboljši strelec Španije in celotne Evrope že drugič, s 50-imi goli v LaLigi (rekord) in 73-imi goli v vseh tekmovanjih. S tem, je premagal rekord Gerd Müllerja (67 golov) iz sezone 1972-73 in postal edini nogometaš v nogometni zgodovini Evropskih klubov s tako visokim številom zadetkov. 
Pod vodstvom Tita Villanove, ki je Messija treniral že pri 14-ih letih, je Messi pomagal Barceloni z začetkom najboljše sezone v klubu. Na polovici sezone so imeli že 55 točk kar je tudi rekord v Prvi Španski ligi. Ko je 9. decembra zadel dva gola proti Real Betisu, je podrl še dva rekorda. Premagal je rekord César Rodrígueza v zadetih golih (190 zadetkov) in tako postal najboljši strelec LaLige in še rekord Gerd Müllerja v zadetih golih v koledarskem letu. Do tedaj je bil rekord 85 golov iz sezone 1972, ki jo je Gerd igral za Bayern Munich in reprezentanco Nemčije. Messi je Müllerju poslal podpisan dres s številko 10 na katerem je pisalo 's spoštovanjem in občudovanjem', ko je premagal njegov rekord, ki je trajal kar 40 let. Pri koncu leta je Messi zadel že 91 golov v vseh tekmovanjih za Barcelono in Argentino. S tem dosežkom si je prislužil tudi mesto v Knjigi rekordov. Ker pa to ni bilo dovolj, je osvojil še četrto zlato žogo in s tem postal edini igralec na svetu, ki mu je to kdaj uspelo.

## Statistika

### Učinkovitost pri Barceloni
| Klub             | Sezona           | Liga   | Liga | Pokal | Pokal | Evropa | Evropa | Skupaj | Skupaj |
| Klub             | Sezona           | Nastop | Goli | Nast  | Goli  | Nast   | Goli   | Nast   | Goli   |
| ---------------- | ---------------- | ------ | ---- | ----- | ----- | ------ | ------ | ------ | ------ |
| FC Barcelona     | 2004-05          | 7      | 1    | 1     | 0     | 1      | 0      | 21     | 1      |
| FC Barcelona     | 2005-06          | 17     | 6    | 2     | 1     | 6      | 1      | 25     | 8      |
| FC Barcelona     | 2006-07          | 26     | 14   | 4     | 2     | 6      | 1      | 36     | 17     |
| FC Barcelona     | 2007-08          | 22     | 9    | 2     | 0     | 6      | 6      | 29     | 15     |
| Skupno v karieri | Skupno v karieri | 72     | 30   | 9     | 3     | 19     | 8      | 100    | 41     |

nast=nastopi

## Priznanja
Z Argentino:
- FIFA U-20 Svetovno prvenstvo: 2005
- Copa América 2007: drugo mesto
- FIFA Svetovno prvenstvo 2014: drugo mesto
- Copa America 2015: drugo mesto
- Copa America 2016: drugo mesto
- Copa America 2019: tretje mesto
- Copa America 2021: prvaki
- FIFA Svetovno prvenstvo 2022: prvaki

Z Barcelono:
- La Liga: 2004-05, 2005-06, 2008-2009, 2009-2010, 2010-2011, 2012-2013, 2014-2015, 2015-2016, 2017-2018, 2018-2019
- Supercopa de España: 2005, 2006
- Uefa Champions League: 2005-2006, 2008-2009, 2010-2011, 2014-2015

Posamična priznanja:
- Zlata žoga: FIFA U-20 World Cup: 2005
- Zlata kopačka: FIFA U-20 World Cup: 2005
- Zlati deček: 2005
- Bravo Award: 2007[6]
- Najboljši mladi igralec na svetu: 2006[7], 2007[8]
- Olimpia de Plata: Argentinski igralec leta: 2005
- FIFPro Najboljši mladi igralec na svetu: 2006
- FIFPro World XI: 2007
- EFE Trophy: Najboljši Američan v La Ligi: 2006-2007[9]
- Najbolši v La Ligi: 2007[10]
- Copa America Najboljši mladi igralec: 2007[11]
- Zlata žoga:
  - 3 mesto: 2007
- Igralec leta:
  - 2 mesto: 2007[8]
- FIFA Naj igralec leta:
  - 2 mesto: 2007[12]
- Najboljši Latinsko Ameriški športnik leta: 2007[13]